# دلچفو
شهر دلچفو (به مقدونی: Делчево) با جمعیت  ۱۷٫۵۰۵   نفر  در استان شرق کشور مقدونیه شمالی واقع شده‌است.